# Janette Husárová
Janette Husárová (Bratislava, 4 giugno 1974) è un'ex tennista slovacca.
Ha giocato prevalentemente in doppio.

## Biografia
Nel 1997 vinse l'ASB Classic 1997 - Doppio partecipando con Dominique Van Roost, sconfisse in finale Aleksandra Olsza e Elena Pampoulova con un punteggio di 6–2, 6–7, 6–3. L'anno successivo alla stessa competizione (ASB Classic 1998 - Doppio) si presentò con Julie Halard-Decugis: arrivarono in finale perdendo poi contro Nana Miyagi e Tamarine Tanasugarn con il punteggio di 7–6, 6–4 per le vincitrici.
Nel 2002 vinse il WTA Tour Championships 2002 - Doppio in coppia con Elena Dement'eva sconfisse in finale Cara Black e Elena Lichovceva con 4–6, 6–4, 6–3. Nello stesso anno all'Open di Francia 2002 - Singolare femminile si arrese al terzo turno contro Serena Williams (1-6, 3-6) che poi vinse il titolo. All'Australian Open 2002 - Singolare femminile perse contro la belga Kim Clijsters.
L'anno successivo partecipò al torneo di Wimbledon 2003 - Singolare femminile arrendendosi a Nathalie Dechy. Nel 2004 vinse il Dubai Tennis Championships 2004 - Doppio femminile con Conchita Martínez, le sue avversarie furono Svetlana Kuznecova e Elena Lichovceva e vinsero con 6–0, 1–6, 6–3.
Nel 2008 all'Open Gaz de France 2008 - Doppio arrivò ai quarti di finale, con Anabel Medina Garrigues.
Ha annunciato il suo ritiro dal tennis professionistico nel gennaio del 2016, giocando il suo ultimo match di doppio agli Australian Open dello stesso anno.

## Statistiche

### Risultati in progressione
| Sigla | Risultato               |
| ----- | ----------------------- |
| V     | Vincitore               |
| F     | Finalista               |
| SF    | Semifinalista           |
| O     | Oro olimpico            |
| A     | Argento olimpico        |
| SF    | Bronzo olimpico         |
| QF    | Quarti di Finale        |
| 4T    | Quarto turno            |
| 3T    | Terzo turno             |
| 2T    | Secondo turno           |
| 1T    | Primo turno             |
| RR    | Round Robin             |
| LQ    | Turno di qualificazione |
| A     | Assente                 |
| ND    | Non disputato           |

| Legenda superfici    |
| -------------------- |
| Cemento              |
| Terra battuta        |
| Erba                 |
| Superficie variabile |

#### Singolare nei tornei del Grande Slam
| Torneo          | 1993 | 1994 | 1995 | 1996 | 1997 | 1998 | 1999 | 2000 | 2001 | 2002 | 2003 | 2004 | 2005 | 2006 | 2007 | 2008 | 2009 | 2010 | 2011 | 2012 | 2013 | 2014 |
| --------------- | ---- | ---- | ---- | ---- | ---- | ---- | ---- | ---- | ---- | ---- | ---- | ---- | ---- | ---- | ---- | ---- | ---- | ---- | ---- | ---- | ---- | ---- |
| Australian Open | A    | 1T   | A    | 1T   | 1T   | 2T   | A    | A    | 2T   | 4T   | 2T   | A    | A    | A    | A    | A    | A    | A    | A    | A    | A    | A    |
| Open di Francia | A    | A    | A    | 1T   | A    | 1T   | A    | A    | 3T   | 3T   | 1T   | A    | A    | A    | A    | A    | A    | A    | A    | A    | A    | A    |
| Wimbledon       | A    | 1T   | A    | 1T   | A    | A    | A    | A    | 1T   | 1T   | 1T   | A    | A    | A    | A    | A    | A    | A    | A    | A    | A    | A    |
| US Open         | A    | 1T   | A    | 1T   | A    | A    | A    | A    | 2T   | 2T   | 1T   | A    | A    | A    | A    | A    | A    | A    | A    | A    | A    | A    |

#### Doppio nei tornei del Grande Slam
| Torneo          | 1993 | 1994 | 1995 | 1996 | 1997 | 1998 | 1999 | 2000 | 2001 | 2002 | 2003 | 2004 | 2005 | 2006 | 2007 | 2008 | 2009 | 2010 | 2011 | 2012 | 2013 | 2014 |
| --------------- | ---- | ---- | ---- | ---- | ---- | ---- | ---- | ---- | ---- | ---- | ---- | ---- | ---- | ---- | ---- | ---- | ---- | ---- | ---- | ---- | ---- | ---- |
| Australian Open | A    | 1T   | A    | A    | A    | 1T   | A    | 1T   | 2T   | 1T   | 2T   | QF   | 2T   | A    | 1T   | QF   | A    | A    | A    | A    | 1T   | 1T   |
| Open di Francia | A    | A    | 2T   | A    | A    | 1T   | 2T   | 2T   | 1T   | 2T   | QF   | QF   | 3T   | 3T   | QF   | 1T   | 1T   | A    | A    | 2T   | 3T   | 2T   |
| Wimbledon       | A    | A    | A    | A    | A    | 1T   | 1T   | 1T   | 3T   | 1T   | QF   | 3T   | 3T   | 2T   | 3T   | 2T   | 1T   | A    | A    | 1T   | 1T   | 1T   |
| US Open         | 1T   | 2T   | A    | 1T   | A    | 1T   | A    | 3T   | 2T   | F    | QF   | QF   | 1T   | 3T   | 2T   | 3T   | 1T   | A    | A    | 2T   | 1T   | 2T   |

#### Doppio misto nei tornei del Grande Slam
| Torneo          | 1993 | 1994 | 1995 | 1996 | 1997 | 1998 | 1999 | 2000 | 2001 | 2002 | 2003 | 2004 | 2005 | 2006 | 2007 | 2008 | 2009 | 2010 | 2011 | 2012 | 2013 | 2014 |
| --------------- | ---- | ---- | ---- | ---- | ---- | ---- | ---- | ---- | ---- | ---- | ---- | ---- | ---- | ---- | ---- | ---- | ---- | ---- | ---- | ---- | ---- | ---- |
| Australian Open | A    | A    | A    | A    | A    | A    | A    | A    | A    | QF   | 1T   | 2T   | 2T   | A    | 1T   | 2T   | A    | A    | A    | A    | A    | A    |
| Open di Francia | A    | A    | A    | A    | A    | 1T   | A    | 2T   | SF   | A    | 1T   | 1T   | 1T   | A    | 2T   | QF   | A    | A    | A    | A    | A    | 1T   |
| Wimbledon       | A    | 1T   | A    | A    | A    | A    | A    | 2T   | 1T   | 1T   | 2T   | 3T   | 3T   | A    | 1T   | 1T   | A    | A    | A    | 1T   | 2T   | 2T   |
| US Open         | A    | A    | A    | A    | A    | 1T   | A    | 2T   | 1T   | 1T   | SF   | 1T   | 1T   | A    | 1T   | 1T   | 1T   | A    | A    | A    | 2T   | A    |